# Ženske v vojski
Ženske v vojski in vojaških sestavih sodelujejo že preko 3.000 let. Sodelujejo v različnih kulturah in pri različnih narodih, kjer so odigrale različne vloge. Od antičnih grških bojevnic pa vse do vojakin moderne dobe, ki trenutno služijo na različnih bojiščih širom sveta, so glavnino sestave vojske vedno predstavljali moški.
Čeprav je bila vloga žensk v vojskah širom sveta različna, jih je tekom zgodovine zgolj le malo  služilo skupaj z moškimi. Tekom ameriške civilne vojne, so se nekatere celo preblekle v moška oblačila, da so se lahko bojevale na bojiščih. Bojevanje v preobleki, pa ni bil zgolj edini način, kako so ženske lahko sodelovale v tej vojni. Ženske so tako opravljale tudi delo medicinskih sester ali pomočnic. 
Navkljub različnim in prav tako redkim primerom žensk, ki so služile v vojaških sestavah tekom zgodovine (predvsem neposredno na bojiščih) je kontroverzna. Šele v zadnjem času so ženske pričele zasedati pomembnejše pozicije znotraj sestav sodobnih vojsk. Vedno večje število držav sedaj dovoljuje in širi vlogo žensk v svojih vojaških sestavah, a razprava se kljub temu nadaljuje.
Nedavno, točneje od začetka 70-ih let 20. stoletja, večina vzhodnih držav dovoljuje aktivno služenje vojaškega roka tudi ženskam v vseh sesavah  V 9 državah so ženske vpoklicane k služenju vojaškega roka. </ref>